# Liste der Kulturgüter in Satigny
Die Liste der Kulturgüter in Satigny enthält alle Objekte in der Gemeinde Satigny im Kanton Genf, die gemäss der Haager Konvention zum Schutz von Kulturgut bei bewaffneten Konflikten, dem Bundesgesetz vom 20. Juni 2014 über den Schutz der Kulturgüter bei bewaffneten Konflikten sowie der Verordnung vom 29. Oktober 2014 über den Schutz der Kulturgüter bei bewaffneten Konflikten unter Schutz stehen.
Objekte der Kategorien A und B sind vollständig in der Liste enthalten, Objekte der Kategorie C fehlen zurzeit (Stand: 1. Januar 2023).

## Kulturgüter
| Foto |                                                                                   | Objekt                                                                             | Kat. | Typ | Standort                                             | Beschreibung |
| ---- | --------------------------------------------------------------------------------- | ---------------------------------------------------------------------------------- | ---- | --- | ---------------------------------------------------- | ------------ |
| ja   | Datei hochladen · Wikidata zu Schloss Choully (Q5105458)                          | Schloss Choully mit Bauernhöfen / Château de Choully avec fermes KGS-Nr.: 02621    | A    | G   | Choully, Route du Crêt-de-Choully 30 491302 / 120046 |              |
| ja   | Datei hochladen · Wikidata zu Domaine Pellegrin (Q29479615)                       | Landgut Pellegrin / Domaine Pellegrin KGS-Nr.: 02629                               | A    | G   | Peissy, Route de Peissy 46–50 490648 / 118763        |              |
| ja   | Datei hochladen · Wikidata zu Schloss Bourdigny (Q29711508)                       | Schloss Bourdigny / Château de Bourdigny KGS-Nr.: 02624                            | B    | G   | Route de Bourdigny 71 491983 / 120602                |              |
| ja   | Datei hochladen · Wikidata zu (Q29711523)                                         | Landgut Le Saugey / Campagne Le Saugey KGS-Nr.: 02625                              | B    | G   | Chemin du Bornalet 9–15 491349 / 119120              |              |
| ja   | Datei hochladen · Wikidata zu Château des Bois und Nebengebäude (Q29711535)       | Château des Bois und Nebengebäude / Château des Bois et dépendances KGS-Nr.: 02626 | B    | G   | Chemin de la Combe-d’Ornex 10–12 492915 / 119136     |              |
| ja   | Datei hochladen · Wikidata zu (Q29711540)                                         | Landgut Turrettini-Auriol / Domaine Turrettini-Auriol KGS-Nr.: 02627               | B    | G   | Route de Crédery 48 490999 / 119850                  |              |
| ja   | Datei hochladen · Wikidata zu Kapelle von Peney (Q29711571)                       | Reformierte Kirche / Temple KGS-Nr.: 02630                                         | B    | G   | Chemin de Châteauvieux 18 491975 / 117658            |              |
| ja   | Datei hochladen · Wikidata zu (Q29711588)                                         | Pfarrhaus / Prieuré KGS-Nr.: 02631                                                 | B    | G   | Route de Champvigny 46 491456 / 119529               |              |
| ja   | Datei hochladen · Wikidata zu Reformierte Kirche und Pfarrhaus (Q29711600)        | Reformierte Kirche und Pfarrhaus / Temple et presbytère KGS-Nr.: 02632             | B    | G   | Route de Champvigny 45 491419 / 119500               |              |
| ja   | Datei hochladen · Wikidata zu Ehemalige reformierte Kirche von Peissy (Q29711557) | Glockenturm / Clocher KGS-Nr.: 11827                                               | B    | G   | Route de Peissy 490654 / 118710                      |              |